# Гончаров, Виктор Алексеевич
Виктор Алексеевич Гончаров — русский советский писатель-фантаст, один из пионеров советской научной фантастики.

## Биография
О жизни писателя известно мало. Он жил в Тифлисе и Москве, в 1920-е годы активно сотрудничал с издательством «Молодая гвардия».

## Творчество
Первая публикация Гончарова — повесть «Жизнь невидимая», относится к 1923 году, однако, возможно, он начал писать свои романы ещё до первой мировой войны, так как в его книге «Долина смерти (Искатели детрюита)» (1925) — упоминается Сербия и Австро-Венгрия.
Гончаров создал, вероятно, первые в отечественной фантастике «сериалы», уже позднее широко распространившиеся в американской фантастике. Многие произведения написаны в жанре, близком к «космической опере», хотя такого термина в его время ещё не существовало. В своем творчестве коснулся многих тем научной фантастики, позднее развитых его коллегами по жанру.
Перу Гончарова принадлежат научно-фантастические романы, составляющие дилогию — «Психомашина» (1924) и «Межпланетный путешественник» (1924), а также цикл романов о «докторе Скальпеле» — «Приключения доктора Скальпеля и фабзавука Николки в мире малых величин» (1924), «Век гигантов. История про то, как фабзавук Николка из-за фокусов ученого медика Скальпеля попал в гости к первобытному человеку» (1925) и «Под солнцем тропиков» (1926), позднее переизданная в одном томе — «Приключения доктора Скальпеля» (1928). Последний роман цикла, в попытке оживить «необыкновенные путешествия» Жюля Верна, отправляет героев в Австралию.
Произведения писателя написаны в жанре, близком к советскому авантюрному роману и изобилуют клише, как общелитературными — сенсационные заголовки, штампованные маски персонажей, так и советскими идеологическими — лубочная памфлетность, политическая «актуальность». Однако эти штампы носят утрированный характер, что позволяет считать их элементами «литературной игры», самоиронии и пародии. С последним, впрочем, согласны не все критики. Так, писатель-фантаст Кир Булычёв писал:

Книги-однодневки Гончарова написаны плохо, но залихватски. Настолько, что когда о нём упоминают критики, то уверяют, что Гончаров писал пародии. Но пародировать ему в середине двадцатых годов было некого. Наоборот, он ковал книжки для умственно неразвитых комсомольцев.
— Булычев К. Падчерица эпохи: Избранные работы о фантастике. — М., 2004.
Другой исследователь фантастики, Рафаил Нудельман, отмечает:

Беда Гончарова, писателя, несомненно, талантливого, одаренного живым юмором, состояла в том, что у него было слишком буйное воображение и слишком сильное пристрастие к приключениям при полном или почти полном отсутствии серьёзных научных и социальных идей; поэтому он широко использовал чужие идеи и сюжеты.
— Нудельман Р. Фантастика, рождённая революцией
В романе «Долине смерти» (1924) студент-химик изобретает детрюит — вещество огромной разрушительной силы. Детрюит похищают, агент ГПУ расследует пропажу и обнаруживает контрреволюционный заговор. В романе прослеживаются некоторые параллели с «Двенадцатью стульями» — знаменитым советским авантюрным романом Ильфа и Петрова, написанным позднее. Злоключения дьякона Ипостасина, который, спасаясь от чекистов, скрылся в неприступных кавказских скалах и тихо спятил в обществе шакалов, сильно напоминают похождения отца Фёдора в аналогичном кавказском эпизоде. Конспиративное сборище выживших из ума старцев и дегенератов похоже на собрания «Союза меча и орала» в том же романе. При этом, разумеется, ничего похожего на социально-бытовой подтекст сатиры Ильфа и Петрова у Гончарова нет. Многое в романе нарочито условно — погибшие герои воскресают и совещаются с автором о том, чем бы им заняться; отрицательный герой, не выдержав навязанной автором гнусной роли, требует реабилитации и. т. д. В конце концов выясняется, что история с детрюитом просто примерещилась Ипостасину.
Предположительно, Гончаров является также автором повести «День Ромэна» (1927), поднимающего обширный список фантастических тем: лучевая болезнь и атомное оружие, концентрирующие «психическую энергию» машины, планеты-двойники Земли, автоматизированные заводы и заводы «жидкого солнца», вещество, непроницаемое для всех видов энергии, синтетическая протоплазма в качестве пищи, повсеместное общение с помощью телепатии, практическое бессмертие (через каждые 5000 лет организм переводится в коллоидное состояние и из него создают два новых с памятью исходного), путешествия во времени и на край Вселенной.

## Произведения

### Книги
- Гончаров В. Межпланетный путешественник. — М.—Л., 1924. — 144 с.
- Гончаров В. Приключения доктора Скальпеля и фабзавука Николки в мире малых величин: Микробиологич. шутка. — М.—Л., 1924. — 153 с.
- Гончаров В. Психомашина: Фантаст. роман. — М.—Л., 1924. — 109 с.
- Гончаров В. Век гигантов: История про то как фабзавук Николка из-за фокусов ученого медика Скальпеля попал в гости к первобытному человеку: Роман. — М.—Л., 1925. — 363 с.
- Гончаров В. Долина смерти: (Искатели детрюита): Роман приключений. — Л., 1925. — 196 с.
- Гончаров В. Под солнцем тропиков: Почти сказочные приключения пионера Петьки в Австралии. — М.—Л., 1926. — 316 с.
- Гончаров В. Приключения доктора Скальпеля и фабзавука Николки в мире малых величин: Микробиологич. шутка. — М.—Л., 1927. — 128 с. — 5000 экз.
- Гончаров В. Долина смерти / сост. В. Бугров. — Екатеринбург, 1994. — 496 с. — (Золотая библиотека приключений). — 75 000 экз. — ISBN 5-85779-071-9.
- Гончаров В. Психомашина. — М., 2014. — 448 с. — (Малая библиотека приключений и научной фантастики).

### Отдельные публикации
- Гончаров В. Жизнь невидимая: Рассказ // Красные всходы. — 1923. — № 1(4).
- Гончаров В. Ком-са: Повесть // Красные всходы. — 1924. — № 2—7.
- Гончаров В. День Ромэна // Октябрь. — 1927. — № 1. — С. 34—46.